# Agudzera
Agudzera (en georgiano: აგუძერა; en abjasio: Агәыӡера; en ruso: Агудзера) es un balneario que pertenece a la parcialmente reconocida República de Abjasia, parte del distrito de Gulripshi, aunque de iure pertenece al municipio de Gulripshi de la República Autónoma de Abjasia de Georgia.

## Toponimia
El nombre Agudzera proviene del mingreliano y significa “colina”. Otras hipótesis afirman que su origen es una definición distorsionada de Abgydzar (en abjasio: Абгыӡырра), que significa cornejo.

## Geografía
Agudzera se encuentra a orillas del mar Negro, formando parte de Gulripshi, 12 km al sur de Sujumi.

### Clima
Agudzera es un balneario por su clima subtropical, caracterizado por inviernos sin nieve, y veranos cálidos y húmedos. La temperatura media en julio-agosto es de 23,8 °C. La duración del sol es de 2089 horas y la precipitación es de 1478 mm por año.

## Historia
Hacia 1900 se construyeron los primeros sanatorios durante la época zarista, que luego fueron nacionalizados. Más tarde, Agudzera pasó a ser conocida como una ciudad científica (Naukograd) o una ciudad cerrada que albergaba el Instituto de Física y Tecnología de Sujumi, donde científicos alemanes exiliados trabajaron con colegas soviéticos en el proyecto de la bomba atómica soviética después de la Segunda Guerra Mundial entre 1945 y 1955. En instalaciones secretas trabajaron físicos alemanes como el barón Manfred von Ardenne, el premio Nobel Gustav Hertz o Nikolaus Riehl. El instituto todavía existe hoy bajo el nombre de Instituto Técnico y Físico de Sujumi.
En los años 70 se creó un sanatorio especial para artistas y escritores, donde se alojaron escritores y poetas famosos como Yevgueni Yevtushenko, Konstantín Símonov y el artista georgiano Zurab Tsereteli.

## Demografía
La evolución demográfica de Agudzera entre 1959 y 1989 fue la siguiente:
| 1447                                                | 1516 | 35 |
| (Fuente: Population of Abkhazia since Soviet times) |      |    |

## Infraestructura

### Arquitectura, monumentos y lugares de interés
Agudzera tiene tiendas, cafeterías, restaurantes y sanatorios, parques subtropicales y una playa pintoresca. A la entrada del pueblo hay una iglesia ortodoxa, fundada en 1908, que está construida en un estilo ecléctico.

### Transporte
Agudzera tiene una estación de tren en la ruta costera que pasa por Sujumi y llega a Sochi. 